# Anschaffungskosten
Anschaffungskosten sind in der Betriebswirtschaftslehre und insbesondere in der Kostenrechnung eine Kostenart, die durch die Anschaffung von Vermögensgegenständen entsteht. Pendant sind die Herstellungskosten.

## Allgemeines
Anschaffungskosten sind in der Rechnungslegung ein ursprünglicher Bewertungsmaßstab für im Fremdbezug entgeltlich erworbene Güter oder Dienstleistungen. Die Anschaffungskosten sind ein Rechtsbegriff des § 255 Abs. 1 HGB, der eine Legaldefinition enthält. Danach sind Anschaffungskosten „die Aufwendungen, die geleistet werden, um einen Vermögensgegenstand zu erwerben und ihn in einen betriebsbereiten Zustand zu versetzen, soweit sie dem Vermögensgegenstand einzeln zugeordnet werden können. Zu den Anschaffungskosten gehören auch die Nebenkosten sowie die nachträglichen Anschaffungskosten. Anschaffungspreisminderungen, die dem Vermögensgegenstand einzeln zugeordnet werden können, sind abzusetzen.“

## Betriebswirtschaftslehre
Anschaffungskosten entstehen bei der Beschaffung der für den Produktionsprozess erforderlichen Güter und Dienstleistungen wie Roh-, Hilfs- und Betriebsstoffe, Material wie Vorleistungsgüter (Bauteile, Halbfabrikate, Zwischenprodukte) und Energie (Energiekosten).
Die Anschaffungskosten stellen einerseits den Ausgangswert für Abschreibungen und Zuschreibungen sowie andererseits die Wertobergrenze bei der Bewertung dar.
In Deutschland und Österreich wird zwischen Anschaffungskosten und Herstellungskosten unterschieden. Herstellungskosten sind ein Bewertungsmaßstab für in Eigenfertigung hergestellte Vermögensgegenstände, Anschaffungskosten ein Bewertungsmaßstab für erworbene materielle oder immaterielle Gegenstände. Die Unterscheidung hat Auswirkungen auf die Bewertung eines Vermögensgegenstandes. Die International Financial Reporting Standards (IFRS) und die US-amerikanischen United States Generally Accepted Accounting Principles (US-GAAP) kennen nur einen Bewertungsmaßstab, „Anschaffungs- oder Herstellungskosten“ (englisch Historical Cost genannt), der beide Bewertungsmaßstäbe vereint (vgl. IAS 2).

## Maßstab für die Erstbewertung
Nach deutschem Handelsgesetzbuch (HGB) und österreichischem Unternehmensgesetzbuch (UGB) sind die Anschaffungskosten der Bewertungsmaßstab für die Erstbewertung von erworbenen Vermögensgegenständen. Aufgrund des in § 253 Abs. 1 HGB bzw. § 203 UGB verankerten Anschaffungswertprinzips sind die (fortgeführten) Anschaffungskosten der höchste Wert, mit dem ein Vermögensgegenstand in der Folgezeit bewertet werden darf. Bei abnutzbaren Vermögensgegenständen des Anlagevermögens dienen die Anschaffungskosten der Bemessung der planmäßigen Abschreibungen. Die um planmäßige Abschreibungen verminderten Anschaffungskosten werden auch fortgeführte Anschaffungskosten genannt. Im deutschen Bilanzrecht gibt es zwei Ausnahmen von diesen Grundsätzen. Vermögensgegenstände, die ausschließlich der Erfüllung von Altersversorgungsverpflichtungen dienen und dem Zugriff aller übrigen Gläubiger entzogen sind, sind gemäß § 253 Absatz 1 Satz 4 HGB mit dem Zeitwert anzusetzen. Dies gilt gemäß § 340e HGB auch für bestimmte Finanzinstrumente in der Bilanz von Kreditinstituten.
Nach den IFRS und den US-GAAP sind die Anschaffungskosten der Bewertungsmaßstab für die Erstbewertung zahlreicher Typen von erworbenen Vermögenswerten. So sind zum Beispiel erworbene Vorräte zunächst mit den Anschaffungskosten zu bewerten. Andere Typen von Vermögenswerten, so beispielsweise bestimmte Finanzinstrumente sind mit dem Fair Value zu bewerten. Das Anschaffungswertprinzip gilt in diesen Rechnungslegungssystemen für bestimmte Typen von Vermögensgegenständen, wie etwa für Vorräte und bei den US-GAAP für das Anlagevermögen.
In Deutschland sind aufgrund des Maßgeblichkeitsprinzips der Handelsbilanz für die Steuerbilanz die Anschaffungskosten auch in der Steuerbilanz der Bewertungsmaßstab für die Erstbewertung von erworbenen Vermögensgegenständen. Auch hier gilt das Anschaffungswertprinzip analog zum deutschen Handelsrecht (vgl. § 5 Absatz 1 Satz 1 1. Halbsatz Einkommensteuergesetz). Über die Steuerbilanz hinaus sind die Anschaffungskosten ein Bewertungsmaßstab in weiteren Bereichen des deutschen Steuerrechts.

## Rechnungslegungsstandards
Die verschiedenen Rechnungslegungsstandards behandeln die Bestandteile der Anschaffungskosten unterschiedlich, nur in Deutschland und Österreich sind sie identisch: 
Handelsgesetzbuch (HGB) und Unternehmensgesetzbuch (UGB)
Nach § 255 Abs. 1 HGB und § 203 UGB gehören zwingend zu den Anschaffungskosten folgende Bestandteile:
```
   Anschaffungspreis
   - Anschaffungspreisminderungen (erhaltene 
Preisnachlässe
)
   + Anschaffungsnebenkosten (etwa 
Anwaltsgebühren
)
   + nachträgliche Anschaffungskosten (etwa 
Montagekosten
 bei 
Inbetriebnahme
)
   = Anschaffungskosten
```

Anschaffungspreis ist der Kaufpreis ohne die als Vorsteuer abzugsfähige Mehrwertsteuer. Die Umsatzsteuer ist nur dann Teil der Anschaffungskosten, soweit der Erwerber sie nicht als Vorsteuer abziehen kann (§ 9b Abs. 1 EStG). Der Kaufpreis ergibt sich meistens aus Rechnungen oder Kaufverträgen. Liegt ein Gesamtkaufpreis für Sachgesamtheiten vor, so ist dieser bei Anwendung des Grundsatzes der Einzelbewertung auf die einzelnen Vermögensgegenstände aufzuteilen. Neben anderen Verteilungsschlüsseln kann der Kaufpreis nach dem Verhältnis der Zeitwerte der Vermögensgegenstände aufgeteilt werden. Wird ein Vermögensgegenstand in Fremdwährung bezahlt, so ist der Fremdwährungsbetrag mit dem Wechselkurs umzurechnen, der zum Zeitpunkt des Erwerbs des wirtschaftlichen Eigentums gilt. Ändert sich der Wechselkurs bis zum Zeitpunkt der Bezahlung, so haben die Änderungen keine Auswirkungen auf die Anschaffungskosten. Anschaffungspreisminderungen sind erhaltene Preisnachlässe (wie Rabatte, Skonti oder auch Subventionen).
Anschaffungsnebenkosten sind Aufwand, der zusätzlich zum Anschaffungspreis aufgewendet wird, um den Vermögensgegenstand zu erwerben, ihn an seinen Einsatzort zu verbringen und in einen betriebsbereiten Zustand zu versetzen. Hierzu gehören vom Käufer zu tragende Transportkosten, Gebühren (Notargebühren, Anwaltsgebühren), Provisionen (Maklerprovision), Steuern (Grunderwerbsteuer), Zölle, Eingangsfrachten, Transportversicherungen oder Kosten der Inbetriebnahme. Nachträgliche Anschaffungskosten sind etwa Erschließungsbeiträge oder Umbaukosten. Kosten für die Errichtung eines Fundaments, für die Montage und für den Anschluss an das Gas-, Strom- und Wassernetz sind ebenfalls Anschaffungsnebenkosten. Weitere Nebenkosten sind Betriebserlaubnisse und Kosten für Probeläufe. Kanalbaubeiträge, Erschließungs-, Straßenanlieger- und andere auf das Grundstückseigentum bezogene kommunale Beiträge sind Anschaffungsnebenkosten eines Grundstücks. Damit die Anschaffungsnebenkosten aktiviert werden können, müssen sie nach deutschem und österreichischem Bilanzrecht dem Vermögensgegenstand direkt zurechenbar sein. Damit zählen zum Beispiel Verwaltungsgemeinkosten nicht zu den Anschaffungskosten.
Bei fertiggestellten Immobilien (Wohn- oder Gewerbeimmobilien) gehören die vom Erwerber wegen Immobilienfinanzierung zu tragenden Kreditzinsen nicht zu den Anschaffungskosten (§ 255 Abs. 3 HGB). Diese für Herstellungskosten gedachte Regelung trifft auch auf Anschaffungskosten zu, weil nach Ansicht des Bundesfinanzhofs (BFH) kein sachlicher Unterschied zwischen Anschaffung und Herstellung eines Wirtschaftsguts bestehe. Schuldzinsen sind vor Übergabe einer Immobilie an den Erwerber entstanden, wenn der Bauträger die ihm während der Bauzeit angefallenen Bauzeitzinsen in Rechnung stellt. Wird eine erworbene Immobilie erst gebaut, sind die Bauzeitzinsen ein Teil der Anschaffungskosten. Nach der Wertopfertheorie können unter bestimmten Umständen auch die Kosten für den notwendigen Abbruch eines vorhandenen Gebäudes Teil der Anschaffungskosten eines Grundstückes oder Gebäudes sein. Kosten der Kaufpreisfinanzierung sind nicht Teil der Anschaffungskosten, es sei denn, sie dienen unmittelbar der Finanzierung des Produktionsprozesses beim Lieferanten.
Nachträgliche Anschaffungskosten sind Aufwendungen, die nach der Inbetriebnahme des Vermögensgegenstandes aufgewendet werden. Anschaffungsnahe Instandhaltungsaufwendungen bei Gebäuden stellen im deutschen Steuerrecht regelmäßig Anschaffungskosten dar. Reparatur- und Instandhaltungsaufwendungen gehören nicht zu den Anschaffungskosten.
IFRS
Für die Anschaffungskosten gelten die Standards IAS 2.11 in Verbindung mit IAS 23, IAS 17.6 ff. und IAS 38.24. Danach setzen sich die Anschaffungskosten wie folgt zusammen: 
```
   Anschaffungspreis
   - Anschaffungspreisminderungen
   + Anschaffungsnebenkosten
   + nachträgliche Anschaffungskosten
   + 
Fremdkapitalkosten
 (bei 
englisch
 
qualifying assets
)
   = Anschaffungskosten
```

Bei qualifizierten Vermögenswerten (englisch qualifying assets) müssen anteilige Fremdkapitalkosten einbezogen werden (IAS 23.11). Hierbei handelt es sich um Vermögenswerte, deren Herstellung und Versetzung in einen verkaufsbereiten Zustand einen längeren Zeitraum von mehr als 12 Monaten benötigt (etwa Flugzeuge, Gebäude, Schiffe, aber auch wegen der Reifezeit Käse oder Wein).

## Hotel- und Immobilienwesen
Im Hotel- und Immobiliensektor bezeichnet man den Erwerb einer Immobilie auch als Gestehungskosten (DIN 276). Diese Anschaffungskosten im weiteren Sinne lösen sich von der Kaufvorstellung und umfassen den Entstehungswert der Bilanzbestände, was im Schrifttum auch als Gestehungs- oder Beschaffungskosten bezeichnet wird.

## Wirtschaftliche Aspekte
Sämtliche Rechnungslegungsstandards kennen lediglich zwei Wertkonventionen, die Anschaffungs- und Herstellungskosten, deren Bestandteile genau festgelegt und gegeneinander abgegrenzt sind. Sie müssen unabhängig von Rechtsform und Betriebsgröße von jedem Unternehmen beachtet werden.  
Das Anschaffungswertprinzip gehört zu den Grundsätzen ordnungsmäßiger Buchführung und besagt, dass ein Vermögensgegenstand höchstens mit den um planmäßige Abschreibungen verminderten Anschaffungskosten in der Bilanz angesetzt werden darf, so dass ein über die Anschaffungskosten hinausgehender Wert (Wiederbeschaffungskosten) unberücksichtigt bleiben muss.